# Cooper Koch
Cooper Joseph Koch (Los Ángeles, 16 de julio de 1996) es un actor estadounidense. Es conocido por su papel de Erik Menéndez en la serie de Netflix Monstruos: La historia de Lyle y Erik Menéndez.

## Biografía
Koch nació el 16 de julio de 1996 en Los Ángeles, California. Tiene un hermano gemelo, Payton Koch, que trabaja como editor de películas, y un segundo hermano llamado Walker, que es músico. Su padre, Billy Koch, trabaja en el departamento de efectos visuales del cine. Su abuelo es el productor Hawk Koch y su bisabuelo fue el productor y director de cine Howard W. Koch.
Koch asistió a la Pace School of Performing Arts en la ciudad de Nueva York, donde se graduó en mayo de 2018.
Koch es abiertamente gay.

## Filmografía

### Cine
| Año  | Título                       | Personaje      | Notas |
| ---- | ---------------------------- | -------------- | ----- |
| 2007 | Fracture                     | Kid            |       |
| 2020 | A New York Christmas Wedding | Azrael Gabison |       |
| 2022 | They/Them                    | Stu            |       |
| 2022 | Swallowed                    | Benjamin       |       |

### Televisión
| Año  | Título                                         | Personaje     | Notas                                               |
| ---- | ---------------------------------------------- | ------------- | --------------------------------------------------- |
| 2018 | West 40s                                       | Boy on train  | Episodio: "Forty Candles"                           |
| 2020 | Power Book II: Ghost                           | Chase         | 2 episodios                                         |
| 2024 | Monstruos: La historia de Lyle y Erik Menéndez | Erik Menéndez | Protagonista, miniserie de TV Netflix (9 episodios) |

### Videos musicales
| Año  | Canción       | Artista                              | Personaje | Ref.  |
| ---- | ------------- | ------------------------------------ | --------- | ----- |
| 2010 | Ordinary Girl | Miley Cyrus (Hannah Montana Forever) | Alumno    | [ 6 ] |